# Dactylaspis acuta
Dactylaspis acuta är en insektsart som först beskrevs av Ferris 1921.  Dactylaspis acuta ingår i släktet Dactylaspis och familjen pansarsköldlöss. Inga underarter finns listade i Catalogue of Life.